# Steinerne Rinne von Oberweiler
Koordinaten: 49° 0′ 34″ N, 10° 48′ 29″ O

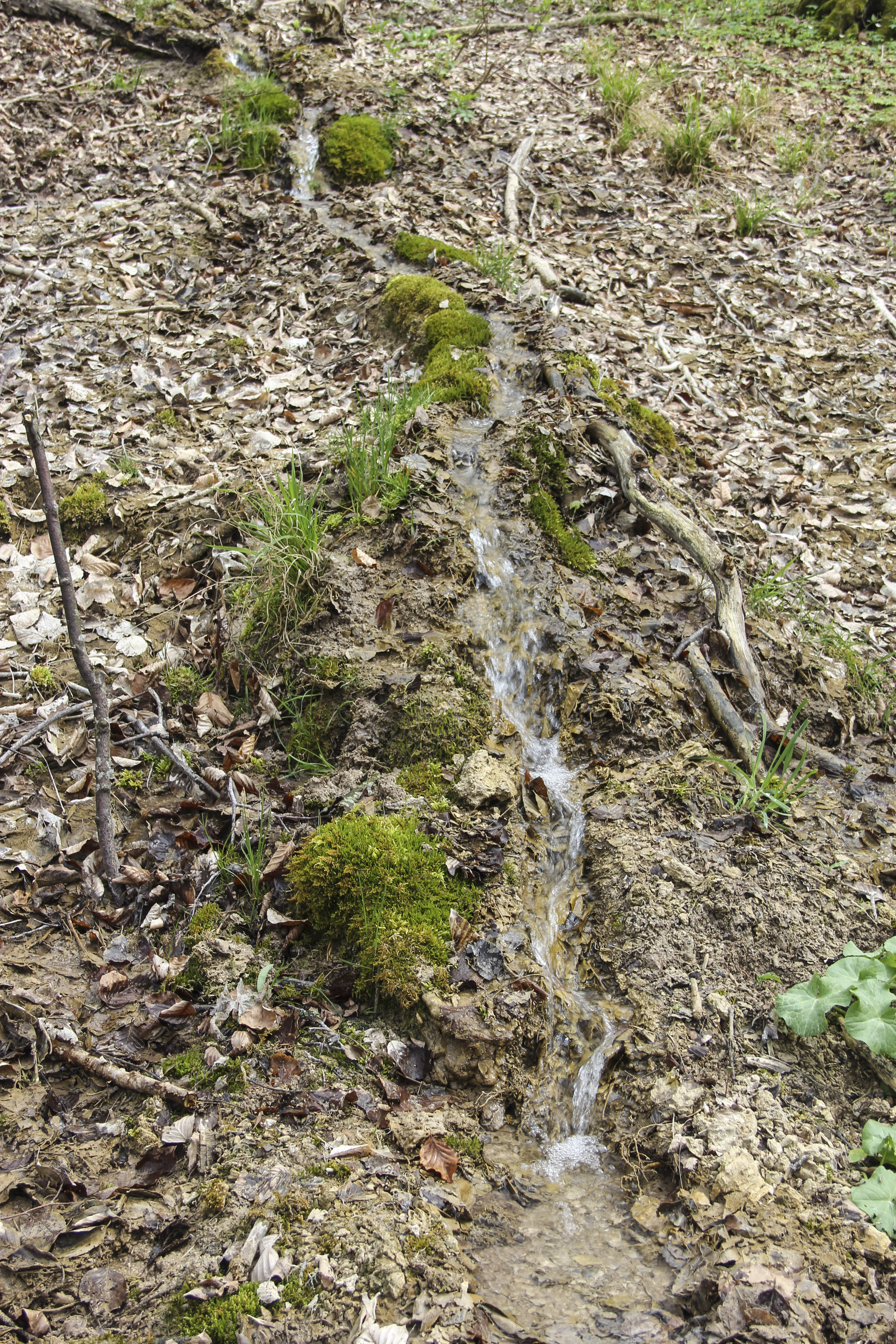
Steinerne Rinne von Oberweiler

Die Steinerne Rinne von Oberweiler ist eine Kalktuffrinne bei Meinheim im mittelfränkischen Landkreis Weißenburg-Gunzenhausen. Die Steinerne Rinne liegt am Nordwesthang der Ahaleite (Hahnenkamm), etwa 400 Meter südöstlich von Oberweiler, einem Gemeindeteil von Meinheim.

## Beschreibung
Es handelt sich um eine etwa 50 Meter lange und bis zu 20 Zentimeter hohe moosbewachsene Kalktuffrinne. Die niedrige Rinne ist in ihrem Verlauf mehrfach unterbrochen. Ihr Wachstum wurde vermutlich über längere Zeit durch eine Aufstauung im oberen Teil des Bachlaufes unterbrochen. Um es heute zu beschleunigen, wurde ein Teil der Rinne künstlich unterfüttert (Stand: April 2014). Sie wird von zwei Quellen gespeist. Diese liegen etwa 5 Meter voneinander entfernt, 80 Meter oberhalb der eigentlichen Rinne in einer Quellnische. Sie entspringen oberhalb des Quellhorizontes (Ornatenton) im unteren Weißjura. Im flachen Oberlauf hat der Bach ein paar kleinere Sinterbecken ausgebildet. Unmittelbar am Anfang der Rinne sind die Reste eines aufgelassenen Aufstaubeckens sichtbar. 
Im Auslauf der Rinne mündet der Bach in ein Rohr, welches unter einer Forststraße hindurchführt und nachfolgend Fischteiche mit Frischwasser versorgt. Der Ablauf erfolgt über den Oberweiler Graben, der in den Wolfsbronner Mühlbach mündet.
Das Areal ist touristisch nicht erschlossen und vom Bayerischen Landesamt für Umwelt als Geotop 577R006 ausgewiesen. Siehe auch die Liste der Geotope im Landkreis Weißenburg-Gunzenhausen.
Siehe auch die Liste der Steinernen Rinnen in Bayern

## Entstehung
Kalktuffe kommen in verschiedenen morphologischen Formen als große Tufflager, Sinterterrassen, Tuffkaskaden oder wie hier als Kalktuffrinnen vor. Solche Rinnen sind stets an Quellen gebunden, deren Wasser einen besonders hohen Kalkgehalt aufweist. Kleine, aber konstant fließende Quellen lassen unter günstigen Umständen solche Steinernen Rinnen entstehen. 
Das Grundwasser kann hier aufgrund der darunterliegenden wasserstauenden Schicht des Ornatentons nicht tiefer versickern und wird seitlich zum Quellaustritt geleitet. 
Die Wassertemperatur an der Quelle schwankt um die 8 Grad. Am Quellaustritt erfährt das Wasser eine Druckentlastung, eine Durchmischung mit der Luft und gleichzeitig eine Änderung in der Umgebungstemperatur. Das im Wasser gelöste Kohlendioxid entweicht dabei zum Teil, wodurch Kalk aus dem Wasser ausfällt, der sich, begünstigt von Moosen und anderen Pflanzenteilen, am Rinnenboden absetzt. Bestimmte Algen sind in der Lage, den im Wasser gelösten Kalk auszufällen. Die verästelten Moose fangen dann den ausgefällten Kalk auf. Algen und Moose bewirken so auf der zunächst ebenen Sinterfläche das nach oben gerichtete Wachstum der Steinernen Rinne. Die Moose finden ihren günstigsten Lebensraum am Rande des Bachbettes in einer feuchten und kalkhaltigen Umgebung. Um immer genügend Sonnenlicht für ihr Wachstum zu bekommen, müssen sie stets nach oben oder zur Seite aus der von der Kalkfällungen hervorgerufene Verkrustung herauswachsen. Die Algen leben hingegen bevorzugt auf dem Grund der Fließrinne; der durch sie abgesetzte feste Kalk dichtet die Rinne nach unten und zur Seite hin ab. So sorgen sie für eine Kanalisierung des Wasserlaufes. Solange die Wasserzufuhr zwischen der Quelle und der Steinernen Rinne nicht unterbrochen wird, wächst sie ständig höher, jedes Jahr um wenige Millimeter.

## Zugang
Die Rinne ist ganzjährig frei zugänglich. Zu erreichen ist sie von Oberweiler aus über eine gut befestigte Forststraße. Etwa 1500 Meter östlich befindet sich eine weitere Rinne, die bekannte Steinerne Rinne bei Wolfsbronn.
Die empfindlichen porösen Tuffkalke dürfen nicht betreten oder zerstört werden. Vor allem darf die Rinne nicht aufgestaut und die Ränder nicht ausgebrochen werden. Der Wuchs des porösen Kalktuffs würde dadurch nachhaltig verändert, der Lauf der feinen Rinne beeinträchtigt und das weitere natürliche Wachstum empfindlich gestört. Verlässt das Wasser nämlich an irgendeiner Stelle die Rinne, so fällt sie im weiteren Lauf trocken, und es wird sehr lange dauern, bis auf dem neuen Weg des Wassers eine neue entstanden ist.

## Bilder

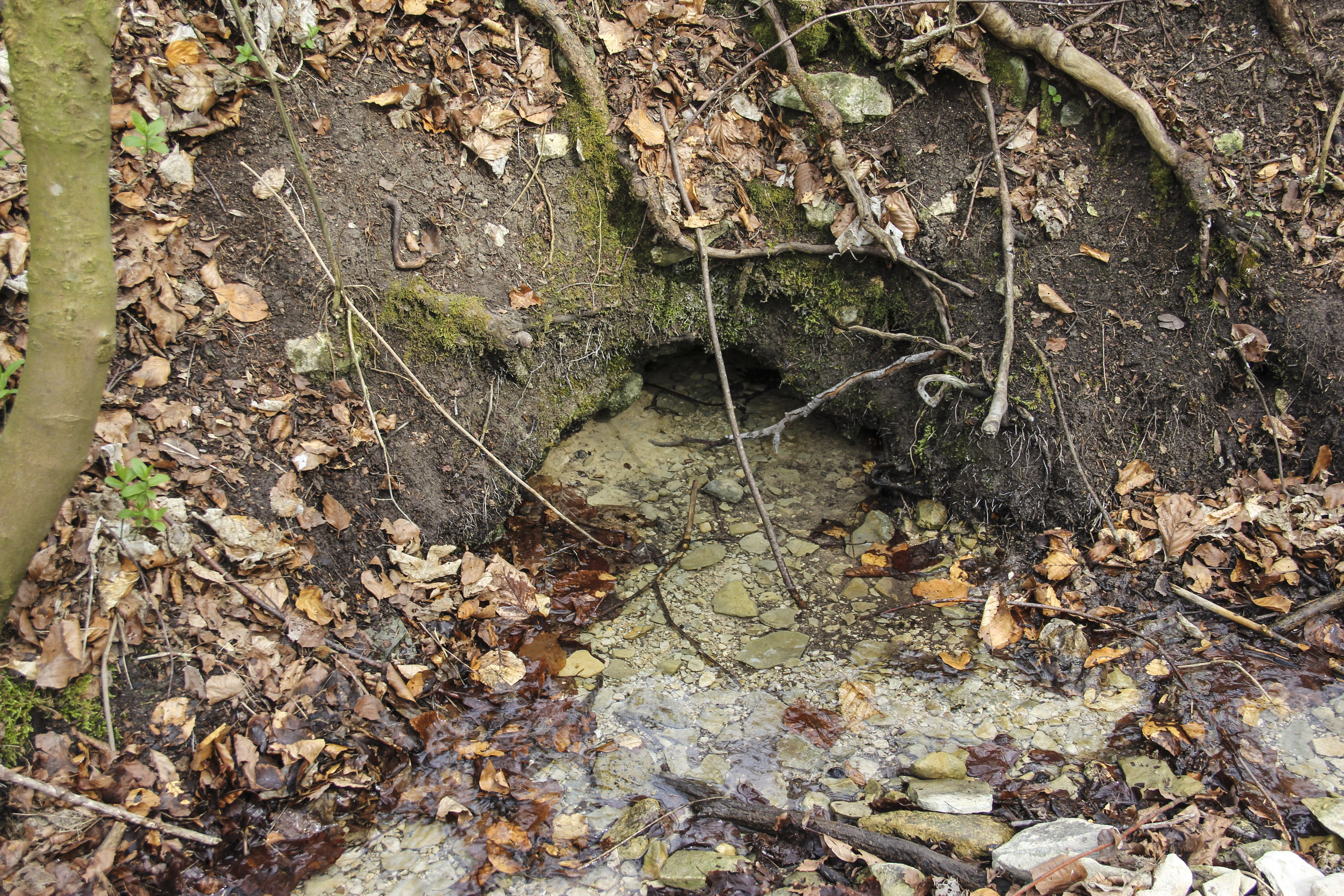
Eine der beiden Quellen
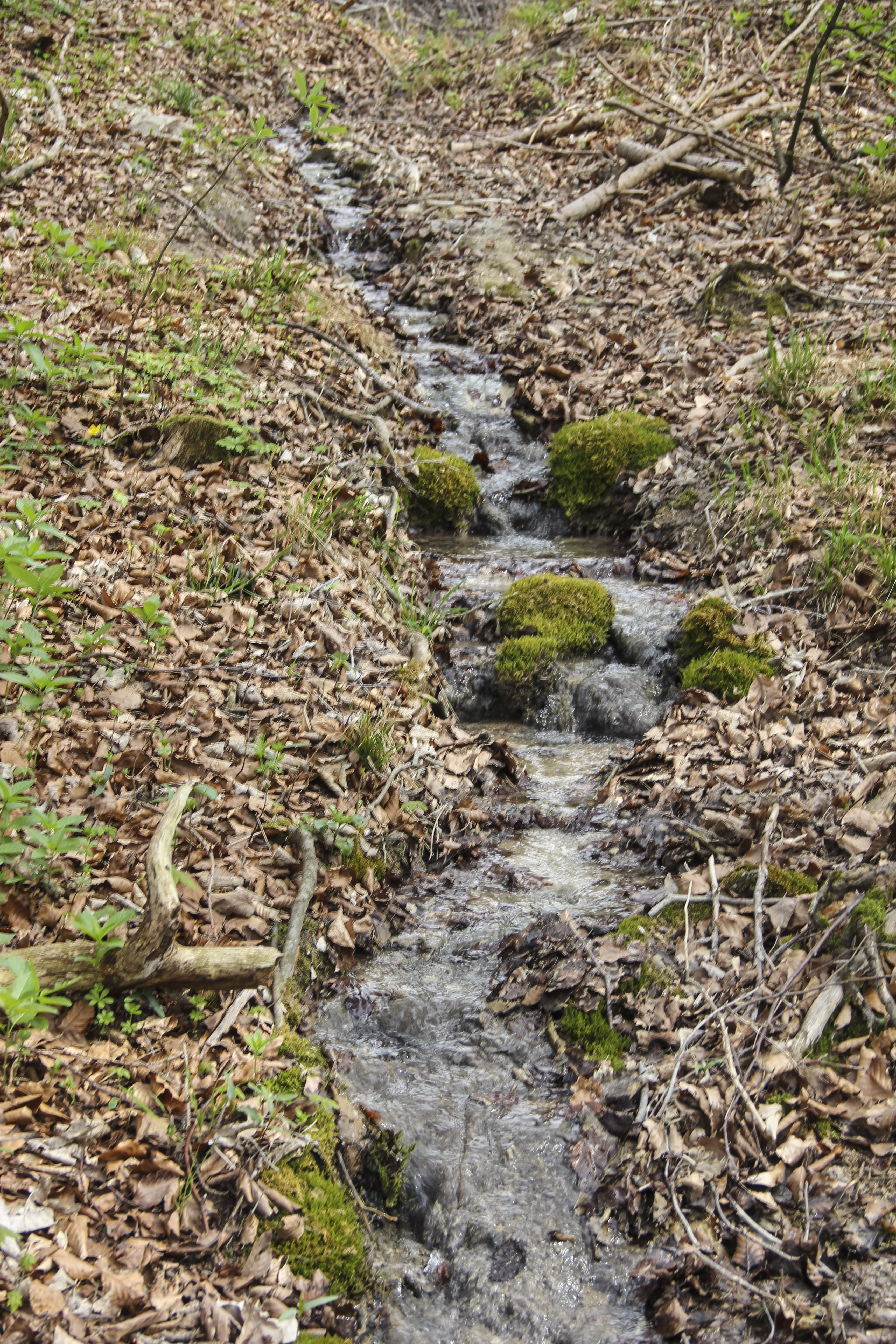
Bachverlauf vor dem Anfang der Rinne
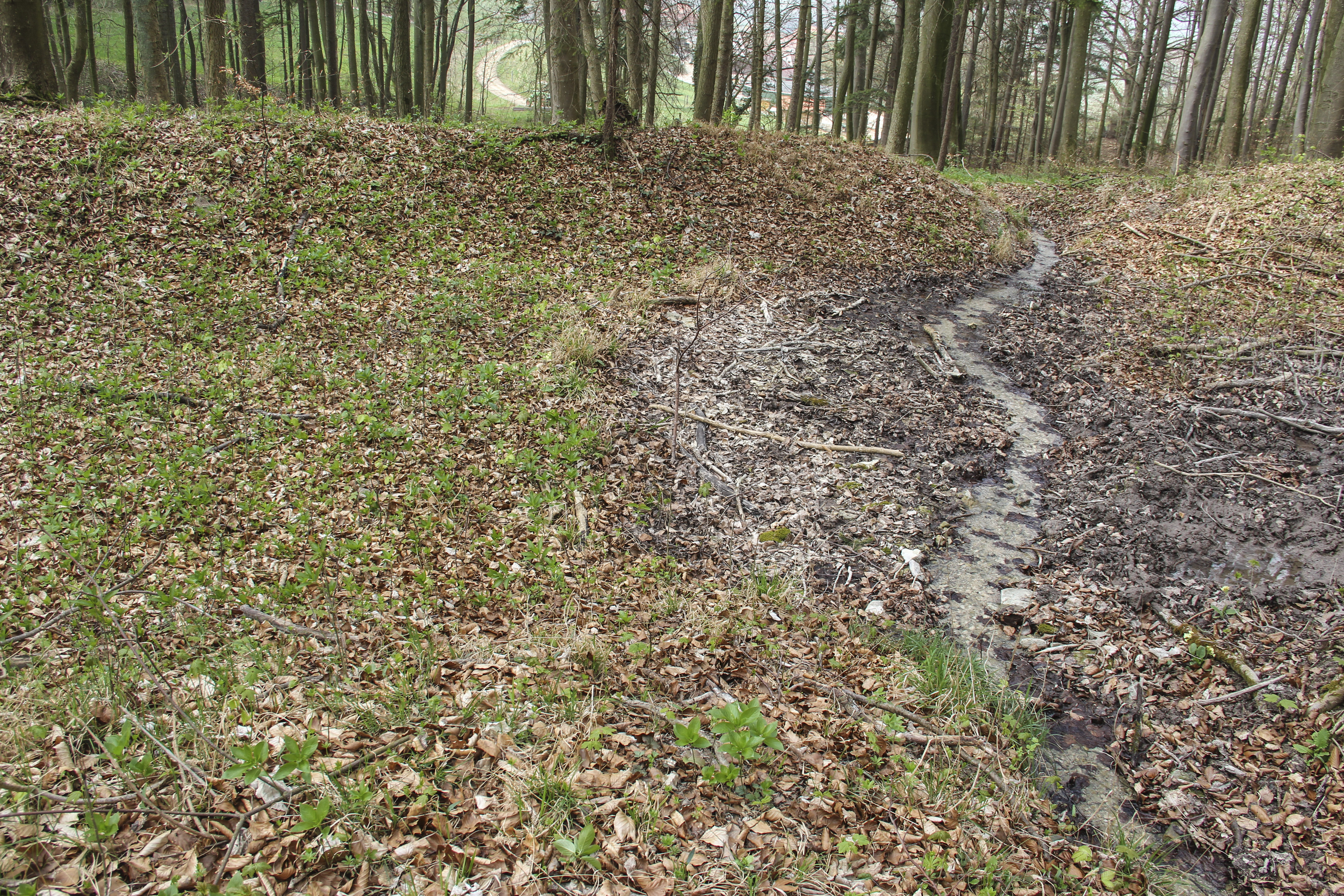
Reste der ehemaligen Aufstauung
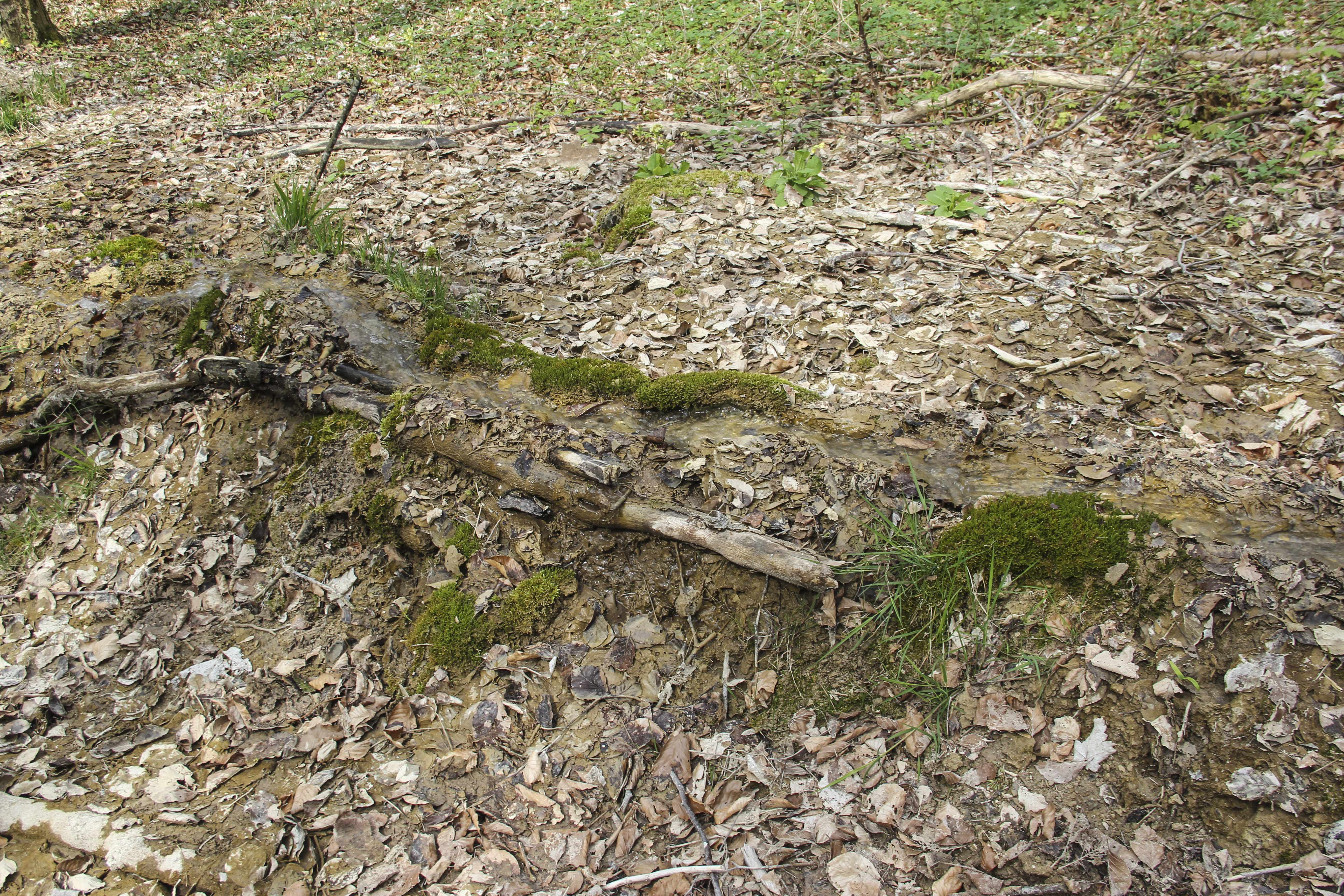
Künstliche Unterfütterung der Rinne
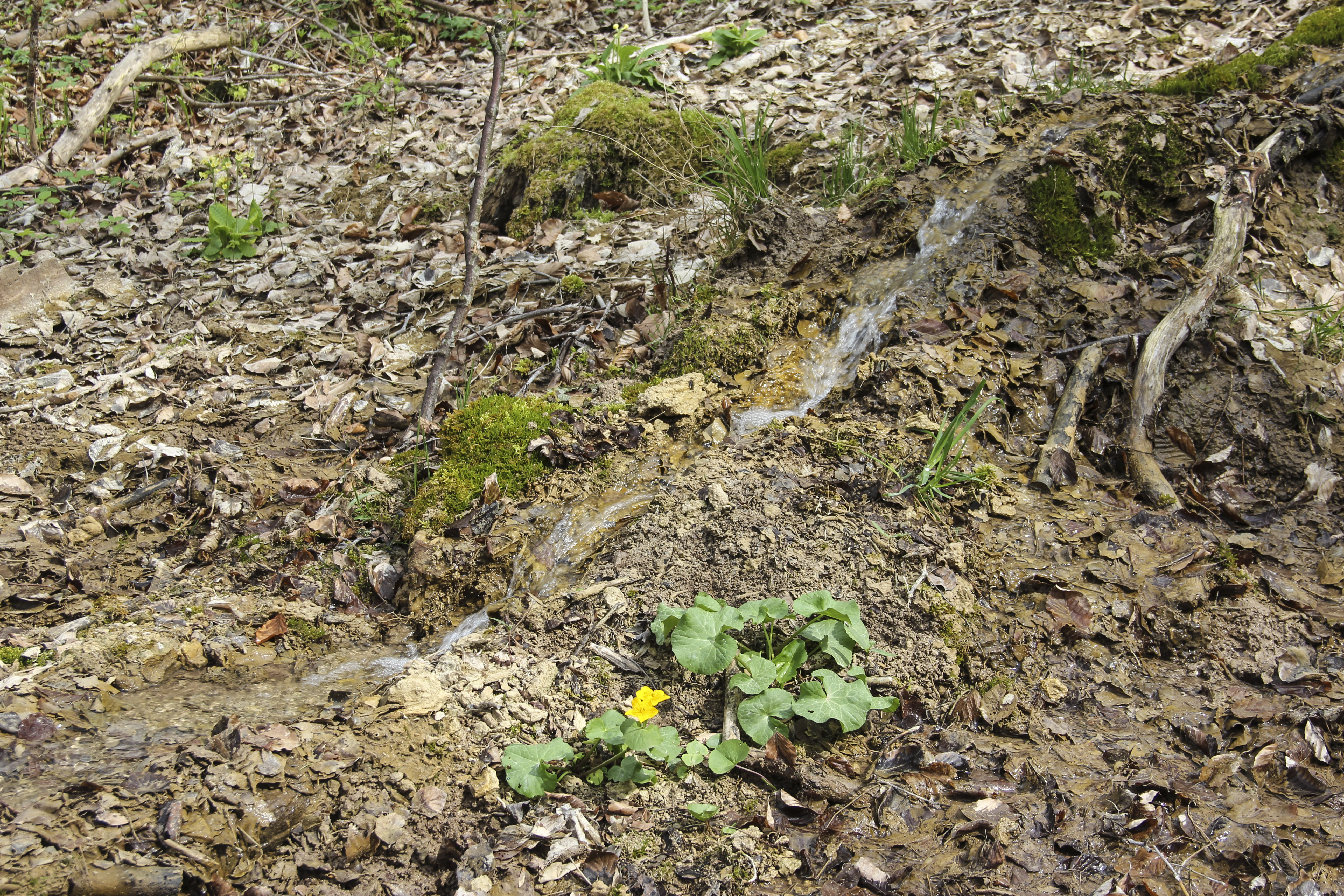
Ende der Rinne